# Sungai Betung Hilir
Sungai Betung Hilir is een bestuurslaag in het regentschap Kerinci van de provincie Jambi, Indonesië. Sungai Betung Hilir telt 855 inwoners (volkstelling 2010).